# آیدرتون، نورث‌آمبرلند
آیدرتون (به انگلیسی: Ilderton) یک روستا و محله مدنی در بریتانیا است که در نورث‌آمبرلند واقع شده‌است. آیدرتون ۲۳۵ نفر جمعیت دارد.